# Etwinning
eTwinning es una iniciativa de la Comisión Europea que forma parte de Erasmus+, el programa de movilidad europea en materia de educación, formación, juventud y deporte. Su principal objetivo es el de fomentar la colaboración escolar en la Unión Europea utilizando las tecnologías de la información y la comunicación (TIC). Para ello, proporciona una plataforma y la infraestructura necesaria (herramientas en línea, servicios, apoyo), a los equipos educativos (profesores, directores, bibliotecarios, etc.) de los centros escolares de los países europeos participantes. Todo ello para que los docentes europeos se comuniquen, colaboren, desarrollen proyectos en común e intercambien ideas. También ofrece oportunidades de desarrollo profesional continuo gratuito y en línea.
Para coordinar esta acción en toda Europa, eTwinning cuenta con un servicio central de apoyo en Bruselas y con un servicio nacional de apoyo (SNA) en cada país. En el caso de España, el SNA se ubica en el Instituto Nacional de Tecnologías Educativas y de Formación del Profesorado (INTEF) del Ministerio de Educación, Cultura y Deporte. Cada comunidad autónoma cuenta, además, con un representante eTwinning y una red de embajadores para difundir la acción.
En contraste con otros programas europeos, como por ejemplo el Programa Erasmus+, toda la comunicación se realiza a través de internet. Aunque los programas Erasmus+ y eTwinning son diferentes, se complementan, aunque también pueden funcionar de forma independiente.

## Historia
Fue desarrollado en 2005 como la iniciativa del Programa de aprendizaje eLearning de la Comisión Europea y desde 2014 forma parte de Erasmus+, el programa de la Unión Europea en materia de educación, formación, juventud y deporte.
Sus principales objetivos cumplieron con la decisión del Consejo Europeo de Barcelona de marzo de 2002 de promover el hermanamiento escolar como una oportunidad para todos los estudiantes de aprender, utilizar las herramientas TIC y de promover el modelo multicultural europeo de sociedad.
Su Servicio central de apoyo está dirigido por European Schoolnet, una asociación internacional de 31 ministerios de educación europeos que promueven la educación en los centros escolares, los profesores y los alumnos de toda Europa. eTwinning recibe también asistencia a nivel nacional de sus 37 servicios nacionales de apoyo.
Más de 13 000 escuelas participaron en eTwinning en su primer año.[cita requerida] En el otoño de 2008 se registraron más de 50 000 profesores y 4000 proyectos.[cita requerida] A finales de 2017, el número de profesores inscritos era de 503 623,[cita requerida] los proyectos que se habían desarrollando se elevaban a 64 626, mientras que el número de centros inscritos era de 186 590.[cita requerida] Todos estos datos según el Servicio Central de Apoyo (SCA).
En España, el número de profesores inscritos en la plataforma eTwinning, en noviembre de 2017, era de 39 404,[cita requerida] que pertenecían a uno de los 13 140 centros inscritos y trabajaban en los 1821 proyectos que había abiertos.[cita requerida]

## Países participantes
eTwinning se dirige a todos los Estados miembros de la Unión Europea: Alemania, Austria, Bélgica, Bulgaria, Chipre, Croacia, Dinamarca, Eslovaquia, Eslovenia, España, Estonia, Finlandia, Francia, Grecia, Holanda, Hungría, Irlanda, Italia, Letonia, Lituania, Luxemburgo, Malta, Polonia, Portugal, Rumanía, el Reino Unido, la República Checa y Suecia.
Además, también pueden participar los denominados países “eTwinning Plus”: Albania, Macedonia del Norte, Bosnia y Herzegovina, Islandia, Liechtenstein, Noruega, Serbia, Turquía, Armenia, Georgia, Moldavia, Azerbiyán, Ucrania y Túnez.